# Sarcostroma berkeleyi
Sarcostroma berkeleyi är en svampart som beskrevs av Cooke 1871. Sarcostroma berkeleyi ingår i släktet Sarcostroma och familjen Amphisphaeriaceae.   Inga underarter finns listade i Catalogue of Life.